# Gomphus hesperius
Gomphus hesperius är en trollsländeart som beskrevs av Chao 1953. Gomphus hesperius ingår i släktet Gomphus och familjen flodtrollsländor. Inga underarter finns listade i Catalogue of Life.